# Pawieł Dzik
Pawieł Andrejewicz Dzik (biał. Павел Андрэевіч Дзік; ur. 18 listopada 1998) – białoruski narciarz dowolny specjalizujący się w skokach akrobatycznych, olimpijczyk z Pekinu 2022, wicemistrz świata juniorów.

## Udział w zawodach międzynarodowych
| Impreza                     | Rok  | Gospodarz            | Konkurencja      | Miejsce |                      |      |       |               |     |
| --------------------------- | ---- | -------------------- | ---------------- | ------- | -------------------- | ---- | ----- | ------------- | --- |
| Impreza                     | Rok  | Gospodarz            | Konkurencja      | Miejsce | Igrzyska olimpijskie | 2022 | Pekin | indywidualnie | 22. |
| Mistrzostwa świata          | 2021 | Ałmaty               | indywidualnie    | 13.     |                      |      |       |               |     |
| Mistrzostwa świata          | 2021 | Ałmaty               | drużyna mieszana | 4.      |                      |      |       |               |     |
| Mistrzostwa świata juniorów | 2017 | Chiesa in Valmalenco | indywidualnie    | 02 !    |                      |      |       |               |     |
| Mistrzostwa świata juniorów | 2018 | Raubiczy             | indywidualnie    | 5.      |                      |      |       |               |     |